# Campagne de la dynastie Ming contre l'Uriankhai
La campagne de la dynastie Ming contre l'Uriankhai de 1387 est une campagne militaire offensive de l'armée de la dynastie chinoise Ming, dirigée par le général Feng Sheng contre la horde Uriankhai du chef mongol Naghachu en Mandchourie. Avant la fin de l'année, la campagne militaire s’achève par la reddition de la horde Uriankhai. 

## Situation avant le début du conflit
Durant la décennie 1380, le commandant mongol Naghachu organise les nombreuses tribus mongoles de Mandchourie et les rassemble au sein de la Horde Uriankhai. Ces tribus entrent régulièrement en conflit avec les Chinois, ce tout le long des régions frontalières du nord-est de la Chine des Ming,.

## Déroulement des opérations
En décembre 1386, l'empereur Ming Hongwu ordonne au général Feng Sheng de lever une armée de 200 000 soldats et d'attaquer avec les Mongols de Mandchourie. Au début de l'année 1387, Feng Sheng est nommé Grand Général et charge Fu Youde et Lan Yu de l'assister. À eux trois, ils organisent la levée des 200 000 hommes de l'armée. L'empereur Hongwu dresse personnellement les plans de l'attaque, avec l'objectif ultime de conquérir Jinshan.
L'armée Ming comprend donc 200 000 soldats,, dont 50 000 soldats qui sont en garnison dans quatre forteresses. Le général Feng Sheng et le général Fu Youde commandent l'armée de front, tandis que le général Lan Yu commande l'armée d'arrière-garde. Le prince Zhu Di commande la garde princière, mais son action durant la campagne est relativement limitée.
En janvier 1388, le général Feng Sheng conduit l'armée Ming jusqu'à T'ung-chou, d'où il envoie le général Lan Yu, avec une unité de cavalerie, attaquer une troupe mongole se situant à Ch'ing-chou,. Lan Yu vainc les Mongols et capture le gouverneur mongol, de nombreux soldats mongols et leurs chevaux. Le 20 mars 1387, le général Feng Sheng conduit l'armée Ming vers le nord et traverse la Grande Muraille,.
Des forteresses sont alors construites à Ta-ning, Fu-yü, Hui-chou et K'aun-ho, près de la Grande Muraille. Les travaux sont achevés à la fin de l'été 1387. À Ta-ning, une commission militaire régionale est créée pour commander ces quatre forteresses. Par la suite, Zhu Quan, le prince de Ning, sera en poste à Ta-ning et prendra le commandement de ces forteresses. Pour l'instant, elles servent d'entrepôts fortifiés pour l'intendance, des millions de piculs de nourriture étant stockés dans chacune d'entre elles. Pour convoyer cette nourriture, les paysans des provinces de Beiping, Shangdong, Shanxi et du Henan sont mobilisés pour transporter le grain vers le nord.
Une fois que tout est prêt, le général Feng Shen part vers l'est avec le gros de ses troupes,, et laisse environ 50 000 hommes à Ta-ning pour garder ses réserves. Le 7 juillet 1387, Ch'en Yung, le marquis de Lin-chiang, et sa division sont séparés de l'armée principale et tombent dans une embuscade, entraînant la mort de Ch'en.
En juillet 1387, l'armée Ming continue d'avancer et traverse le fleuve Liao. Quelques jours après, les soldats chinois encerclent le bastion mongol de Jinshan. Ce mois-là, l'armée Ming établit également son campement à l'ouest de Jinshan.
Le général Feng Sheng fait venir auprès de lui Nayira'u, un ancien lieutenant de Naghachu, capturé en 1376, et le renvoie auprès de son ancien maître avec une lettre. Dans cette missive, Feng lui dit qu'il doit se rendre et accepter la suzeraineté de la Chine des Ming. Au même moment, le général Lan Yu et son armée infligent de nombreuses pertes à plusieurs tribus de la horde mongole, dans la zone située juste au nord de la Grande Muraille. Pendant ce temps, du riz, des armes et d'autres fournitures sont transportés de l'autre côté de la Grande Muraille, en Mandchourie, pour approvisionner l'armée Ming.
Finalement, Naghachu et sa horde mongole acceptent de se rendre et de se reconnaître vassaux des Ming,,. Selon Dreyer (1982), cette reddition a lieu le 14 juillet 1387, tandis que pour Langlois (1998), c'est en octobre 1387. Mais cette reddition ne suffit pas à mettre fin au conflit, car les chefs mongols de moindre importance considèrent que Naghachu a fait défection et continuent à résister. C'est ainsi que, pendant que l'armée Ming revenait à la Grande Muraille, l'arrière-garde tombe dans une embuscade et subit des pertes, y compris le commissaire en chef P'u Ying, le commandant de l'arrière-garde.

## Conséquences
La campagne se termine par la capture de Naghachu et de sa horde, de leurs familles et de leurs animaux domestiques. Naghachu, ses 6500 officiers et leurs familles sont envoyés à Nankin . Après sa reddition aux Ming, Naghachu reçoit un marquisat avec une bourse de 2000 piculs de grain, un domaine de champs publics dans le Jiangxi, et un manoir à Nanjing. Il meurt finalement près de Wu-ch'ang le 31 août 1388, probablement en raison de sa consommation excessive d'alcool, et est enterré près de Nanjing.
Fort de cette campagne couronnée de succès, l'empereur Hongwu ordonne au général Lan Yu de mener une campagne militaire avec une armée de 150 000 hommes contre Togustemur, le Khan des Mongols. Cette nouvelle guerre aboutit à la victoire des Ming sur les hordes mongoles au lac Buir en 1388.